# Bèuregard
Beauregard-Baret és un municipi francès situat al departament de la Droma i a la regió d'Alvèrnia-Roine-Alps. L'any 2007 tenia 745 habitants.

## Demografia

### Població
El 2007 la població de fet de Beauregard-Baret era de 745 persones. Hi havia 276 famílies de les quals 44 eren unipersonals (24 homes vivint sols i 20 dones vivint soles), 88 parelles sense fills, 124 parelles amb fills i 20 famílies monoparentals amb fills.
La població ha evolucionat segons el següent gràfic:
Habitants censats

### Habitatges
El 2007 hi havia 296 habitatges, 273 eren l'habitatge principal de la família, 16 eren segones residències i 7 estaven desocupats. 284 eren cases i 12 eren apartaments. Dels 273 habitatges principals, 224 estaven ocupats pels seus propietaris, 43 estaven llogats i ocupats pels llogaters i 6 estaven cedits a títol gratuït; 2 tenien una cambra, 7 en tenien dues, 26 en tenien tres, 72 en tenien quatre i 166 en tenien cinc o més. 211 habitatges disposaven pel capbaix d'una plaça de pàrquing. A 87 habitatges hi havia un automòbil i a 173 n'hi havia dos o més.

### Piràmide de població
La piràmide de població per edats i sexe el 2009 era:
| Homes | Edats   | Dones |
| ----- | ------- | ----- |
| 0     | 95 o +  | 0     |
| 0     | 90 a 94 | 0     |
| 4     | 85 a 89 | 0     |
| 4     | 80 a 84 | 4     |
| 0     | 75 a 79 | 20    |
| 8     | 70 a 74 | 12    |
| 12    | 65 a 69 | 4     |
| 8     | 60 a 64 | 20    |
| 12    | 55 a 59 | 8     |
| 44    | 50 a 54 | 28    |
| 28    | 45 a 49 | 20    |
| 20    | 40 a 44 | 16    |
| 16    | 35 a 39 | 32    |
| 12    | 30 a 34 | 24    |
| 8     | 25 a 29 | 16    |
| 16    | 20 a 24 | 0     |
| 20    | 15 a 19 | 16    |
| 28    | 10 a 14 | 28    |
| 24    | 5 a 9   | 12    |
| 8     | 0 a 4   | 12    |

## Economia
El 2007 la població en edat de treballar era de 480 persones, 366 eren actives i 114 eren inactives. De les 366 persones actives 341 estaven ocupades (182 homes i 159 dones) i 25 estaven aturades (7 homes i 18 dones). De les 114 persones inactives 54 estaven jubilades, 28 estaven estudiant i 32 estaven classificades com a «altres inactius».

### Ingressos
El 2009 a Beauregard-Baret hi havia 294 unitats fiscals que integraven 776 persones, la mediana anual d'ingressos fiscals per persona era de 17.988 €.

### Activitats econòmiques
Dels 39 establiments que hi havia el 2007, 1 era d'una empresa de fabricació d'altres productes industrials, 12 d'empreses de construcció, 7 d'empreses de comerç i reparació d'automòbils, 1 d'una empresa de transport, 3 d'empreses d'hostatgeria i restauració, 1 d'una empresa d'informació i comunicació, 1 d'una empresa financera, 6 d'empreses de serveis i 7 d'entitats de l'administració pública.
Dels 11 establiments de servei als particulars que hi havia el 2009, 2 eren paletes, 3 guixaires pintors, 2 fusteries, 2 lampisteries, 1 electricista i 1 restaurant.
L'únic establiment comercial que hi havia el 2009 era una botiga de mobles.
L'any 2000 a Beauregard-Baret hi havia 31 explotacions agrícoles que ocupaven un total de 672 hectàrees.

## Equipaments sanitaris i escolars
El 2009 hi havia 2 escoles elementals.

## Poblacions més properes
El següent diagrama mostra les poblacions més properes.